# Franciszka Themerson
Franciszka Themerson aussi appelée Françoise Themerson, née Franciszka Weinles le 28 juin 1907 à Varsovie, et morte à Londres le 29 juin 1988, est une artiste peintre polonaise, dessinatrice et illustratrice surtout de livres pour jeunesse, scénographe de spectacles et en collaboration avec son mari, l'écrivain Stefan Themerson, cinéaste expérimentale. Ils sont tous deux fondateurs à Londres de la maison d'édition Gaberbocchus Press (en), en 1948.

## Biographie
Ses parents, Jakub Weinles (pl), peintre, élève de Wojciech Gerson et Łucia Kaufman, pianiste sont tous les deux d’origine juive. Franciszka voit le jour en 1907; une sœur cadette, Marie (Maryla Chaykin), naît deux ans plus tard. Elle se forme en musique à l'université de musique Frédéric-Chopin et en même temps devient étudiante de l'Académie des beaux-arts de Varsovie qu'elle termine avec distinction en 1931. Cette même année elle épouse Stefan Themerson, fils d'un médecin (cousin des Weinles) et étudiant d'abord en physique qui se redirige sur l'architecture, mais qui passe son temps à expérimenter avec ses projets de photographie. Elle gagne sa vie en illustrant des revues littéraires et une revue pour jeunesse à Varsovie. Elle collabore avec son mari dans la réalisation de plusieurs films expérimentaux dont, Apteka [la Pharmacie] (1930), Europa (1931–1932), Drobiazg Melodyjny [Moment Musical] (1933), Zwarcie [Court Circuit] (1935) et Przygoda Czlowieka Poczciwego [Aventure d'un homme aimable] (1937). Il n'existe que ce dernier ainsi que deux autres réalisations en Angleterre, Calling Mr Smith (1943), qui parle des atrocités nazies en Pologne et The Eye and the Ear (1944/45), qui s'inspire des visualisations à partir de la musique. Une nouvelle version d'"Europa" a été réalisée en Pologne pendant les années 1980. Depuis, une copie partielle du film original est apparue en 2019 dans une archive à Berlin.
En 1936 le couple décide de s'installer en France. Entre 1938 et 1940 ils habitent à Paris. Lorsqu'éclate la Deuxième Guerre mondiale, elle devient employée, en tant que cartographe, du Gouvernement polonais en exil et lui entre dans l'Armée polonaise qui se forme en France. Après la défaite de la France en juin 1940, elle s'installe à Londres au Royaume-Uni mais ne reverra son mari que deux ans plus tard. Entre-temps les troupes polonaises sont en désarroi et Stefan trouve une niche dans l'Hôtel de la Poste, foyer temporaire de la Croix-Rouge polonaise à Voiron, où il se met à composer ses écrits. Après un voyage tortueux via Marseille et le Portugal, d'où Stefan parvient à se faire transporter par la Royal Air Force en Angleterre, il regagne l'armée polonaise ainsi que sa femme, avec qui il était resté sans contact. Ils resteront à Londres jusqu'à leur décès, en 1988.

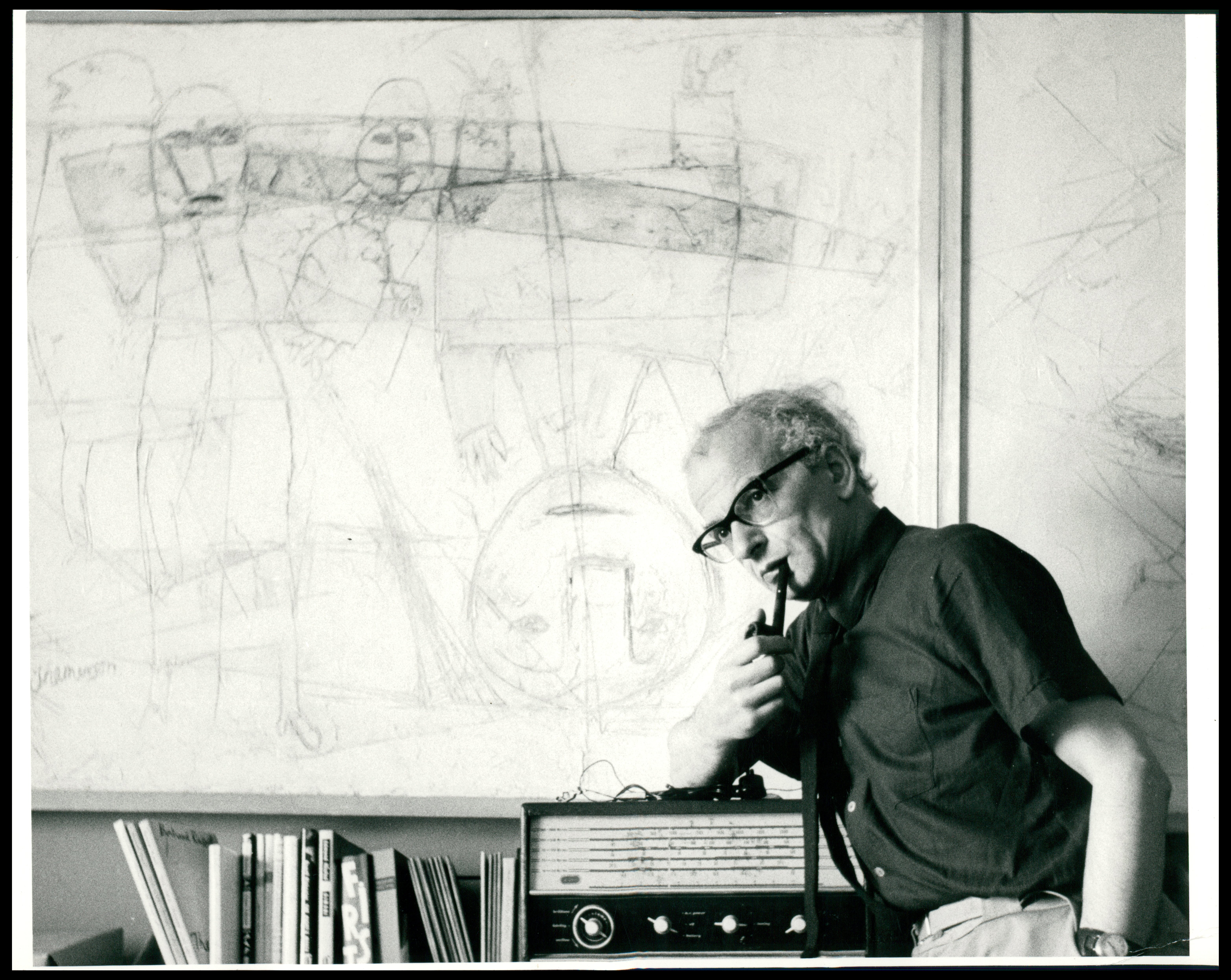
Stefan Themerson devant un tableau de Franciszka où, comme d'habitude, elle figure la tête à l'envers.

Tout en continuant sa carrière de peintre, elle se met à illustrer les livres pour jeunesse de son mari et ceux d'autres auteurs. En 1948, ils fondent leur maison d'édition Gaberbocchus Press, dont elle est la directrice artistique. Le nom de l'entreprise vient de l'expression, prétendument latinisée de Jabberwocky, d'après De l'autre côté du miroir de Lewis Carroll. Pendant les 31 années qui suivent, Gaberbocchus Press fait paraître plus de soixante titres, y compris les œuvres d'Alfred Jarry, Kurt Schwitters et Bertrand Russell. Ubu Roi de Jarry sera leur plus grand succès. Cette édition représente le caractère essentiel de Gaberbocchus tout en évoquant l'esprit de Jarry. Le texte en traduction anglaise de Barbara Wright est écrit à la main directement sur les lithographies à côté des croquis de Themerson et imprimé sur du papier jaune citron. Les dessins de Themerson paraissent dans maintes revues et ont été le sujet de plusieurs recueils, dont Forty Drawings for Friends, London 1940-42 (1943), The Way It Walks (1954), Traces of Living (1969) et Music (1998).
La scénographie de Themerson comprend ses projets d'expositions d'art, notamment Cybernetic Serendipity (1968) à l'Institute of Contemporary Arts de Londres, et des spectacles de marionnettes dont, Ubu Roi, Ubu enchaîné et l'Opéra de quat'sous de Brecht, la plupart pour le Marionetteater de Stockholm. Ses scénographies ont été exposées dans le National Theatre de Londres en 1993.
Les tableaux et les dessins de Themeron ont été exposés parmi d'autres, à la Gallery One-One-One Londres en 1957 et 1959; Drian Galleries, Londres 1963; Galerie nationale d’art Zachęta, Varsovie, 1964; New Gallery, Belfast, 1966; Demarco Gallery, Edimbourg, 1968; Whitechapel Gallery, Londres 1975 ; Gruenebaum, New York, 1978; Łódź et Wrocław, 1981–1982; Nordjyllands Kunstmuseum, Aalborg, Danemark, 1991 ; Gardner Centre, University of Sussex, 1992 ; Gdańsk, 1993 ; Redfern Gallery, 1993; National Theatre, Londres 1993 ; Royal Festival Hall, Londres 1993. Unposted Letters, Imperial War Museum Londres en 1996 ; Kordegarda, Varsovie, 1998; Art First, Londres, 1999 and 2001 ; CK Zamek, Poznań, 2004 ; Europe House, Londres, 2013; GV Art Gallery, Londres 2013 ; Łódź, 2013.

### Archive de l'œuvre themersonienne
Suivant la mort des Themerson : Franciszka en juin et Stefan en septembre 1988 — ils n'ont pas eu d'enfant — la nièce de Franciszka, Jasia Reichardt (en), commissaire d'exposition à Londres, s'est chargée de recueillir, d'organiser et de cataloguer l'immense œuvre du duo artiste et écrivain. Après plus de vingt ans, le convoi "gigantesque" (selon la presse polonaise) fut déposé dans leur pays natal à la Bibliothèque nationale à Varsovie avec une petite part déposée à l'université de Silésie à Katowice malgré les représentations faites par la ville de Płock où est né Stefan Themerson,.

## Expositions
- London Group, New Burlington Galleries, Londres février–mars 1951
- Arts Society of Paddington: Exhibition of Paintings and Sculpture by Contemporary Paddington Artists — Odeon Cinema, Edgware Road, Londres, 2-14 juillet 1951
- Exhibition of Paintings by Franciszka Themerson, Watergate Theatre Club, Londres, 11 septembre-8 octobre 1951
- London Group, New Burlington Galleries, au 24 novembre 1951
- London Group, avril 1952
- Les Éditions de Gaberbocchus, La Hune, Paris, février-mars 1956
- Recent Paintings by Franciszka Themerson, Gallery One-one-one London, 1-20 février 1957
- A selection from the John Moores Liverpool Exhibition, RWS Galleries, Londres, 12-22 février 1958
- New Paintings by Franciszka Themerson, Gallery One, Londres, 12 mai-6 juin 1958
- Paintings by Franciszka Themerson, Gallery One, Londres, 12 mai-7 juin 1959
- Women’s International Art Club, RBA Galleries, Londres, 19 janvier-3 février 1961
- Drian Artists, Drian Galleries, Londres, 2-19 janvier 1963
- Retrospective exhibition of paintings by Franciszka Themerson, Drian Galleries, Londres. 10 septembre-7 octobre 1963
- Franciszka Themerson: malarstwo i rysunek, Galerie nationale d’art Zachęta, Varsovie, février 1964
- Drian Artists 1964 exhibition, Drian Galleries, Londres, janvier 1964
- Franciszka Themerson och Kung Ubu, Marionetteatern Konstframjandet, Stockholm, 7-29 novembre 1964
- Franciszka Themerson drawings, Marjorie Parr Gallery, Londres, 8-28 avril 1965
- group H, thirty fifth exhibition, Better Books, Londres, juillet 1965
- Joseph Lacasse, Douglas Portway, Cecil Stephenson, Franciszka Themerson, Drian Galleries, Londres, 6 septembre-10 octobre 1965
- The Second Ind Coope Art Collection, touring exhibition, 1965
- Franciszka Themerson Paintings, New Gallery, Belfast, 24 janvier - 26 février 1966
- group H, thirty-sixth exhibition, Drian Galleries, London, 4–21 octobre 1966
- British Drawing Today, ICA, Londres, 15 avril - 6 mai 1967
- I Musici di Franciszka Themerson, Il Vicolo Galleria D’Arte, Gênes, 13–31 janvier 1968
- Cybernetic Serendipity, réalisation d'exposition de Franciszka Themerson, ICA, Londres, 2 août-20 octobre 1968
- Franciszka Themerson, James Morrison[Lequel ?], Alexander Cree, Richard Demarco Gallery, Édimbourg, 6-27 novembre 1968
- Franciszka Themerson, It all depends on the point of view, Whitechapel Gallery, Londres, 9 septembre-19 octobre 1975
- Prunella Clough, Adrian Heath, Jack Smith, Franciszka Themerson — Sunderland Arts Centre, 14 novembre-6 décembre 1977
- Franciszka Themerson, paintings, drawings and theatre design, Gruenebaum Gallery, New York, 7 décembre-7 janvier 1978
- Z kolekcji Haliny Nałęcz z Londynu – Musée national de Varsovie, Varsovie, janvier-février 1978
- Fantastiska figurer – Liljevalchs konsthall, Stockholm, 1er juin-16 septembre 1979
- Impasses – Galerie L’Ollave, Lyon, 6-22 mars 1980
- Stefan i Franciszka Themerson, Visual Researches – Muzeum Sztuki à Łódź et tour, 1982
- Présences Polonaises – Centre Georges-Pompidou, Paris, 23 juin – 26 septembre 1983
- Constructivism in Poland 1923 to 1936 – Kettle's Yard Gallery, Cambridge, 25 février - 8 avril 1984 ; Riverside Studios, Hammersmith, Londres, avril-mai 1984
- Painters in the Theatre – Gillian Jason Gallery, London, 23 novembre – 22 décembre 1988
- Ubu Cent Ans de Règne – Musée-Galerie de la Seita, Paris 12 mai – 12 juin 1981
- Minnesutställning : Themersons – Marionettmuseet, Stockholm, 15 mai – 14 juin 1989
- Franciszka Themerson, Stefan Themerson – Galeria Stara, Lublin, décembre 1990 – janvier 1991
- Dziedzictwo – Galeria Kordegarda, Varsovie, septembre 1991
- The Drawings of Franciszka Themerson (retrospective exhibition) – Nordjyllands Kunstmuseum, Aalborg, Danemark, 6 septembre – 17 novembre 1991
- Franciszka Themerson Drawings – Gardner Centre, University of Sussex, Falmer, 1er – 28 octobre 1992
- Polish Roots British Soil, artists of Polish origin working in Britain – City Centre, Édimbourg, 2 avril – 22 mai 1993
- Festival: The World According to the Themersons (Le monde selon les Themerson) — Gdańsk, 26–29 mai 1993
- Franciszka Themerson, Figures in Space — Redfern Gallery, London, 8 juin - 15 juillet 1993
- Franciszka Themerson Designs for the Theatre — Olivier Foyer, Royal National Theatre, Londres, 9 août - 25 septembre 1993
- Lines from Life, the art of Franciszka Themerson — Foyer Galleries, Level 2, Royal Festival Hall, Londres, 9 août – 25 septembre 1993
- The Themersons and the Gaberbocchus Press, an Experiment in Publishing 1948-1979 — "La Boétie", New York, 14 octobre-15 janvier 1993
- Gaberbocchus Press — The Poetry Library, Royal Festival Hall, London, 15 novembre-12 décembre 1993
- Franciszka and Stefan Themerson in Time and in Space, books, photograms, films 1928 - 1988 — Centrum Sztuki Współczesnej, Zamek Ujazdowski, Varsovie, 23 novembre-30 décembre 1993
- Franciszka Themerson i Teatr — Galeria ‘Pałacyk’ im. Tadeusz Kulisiewicza, Varsovie, 13–22 December 1993
- The Themersons and the Gaberbocchus Press — an Experiment in Publishing 1948-1979 — bNO (beroepsvereninging Nederlandse Ontwerpers), Amsterdam, 29 avril-20 mai 1994
- Another Reading – art inspired by the written word — Jason Rhodes, London, 30 novembre 1994 - 30 janvier 1995
- Gaberbocchus Press, un éditeur non conformiste 1948-1979 — Galerie Colbert, Bibliothèque nationale de France, Paris, 23 janvier - 24 février 1996
- Franciszka Themerson: Unposted Letters 1940-42 — Imperial War Museum, Londres, 15 février-8 avril 1996
- The Gaberbocchus Press of Stefan & Franciszka Themerson — Galerie Signe, Heerlen, Pays-Bas, 29 août-27 septembre 1998
- Franciszka Themerson: Białe Obrazy / White Paintings — Galeria Kordegarda, Varsovie, 18 décembre 1998-17 janvier 1999
- Franciszka Themerson: Why is the mind in the head? — Art First, Londres, 13 janvier - 11 février 1999
- UBU in UK — The Mayor Gallery, Londres, 20 juillet-15 septembre 2000
- Franciszka Themerson: What shall I say? — Art First, Londres, 2-19 avril 2001
- Wyspy Themersonów w Poznaniu, Zamek i Galeria Oko/Ucho, Poznań, 21 octobre-14 novembre 2004
- Franciszka Themerson: Ubu Król / Drawings for Ubu Roi — Galeria Oko Ucho, Poznań, 21 octobre-14 novembre 2004
- Lightbox: Stefan & Franciszka Themerson, Tate Britain, Londres, 2 mai-28 juin 2009
- Themerson & Themerson, two exhibitions — Muzeum Mazowieckie, Płock, 13 septembre - 2 décembre 2012
- The Themersons and the Avant-Garde, Muzeum Sztuki w Łodzi, 22 février - 5 mai 2013
- Franciszka Themerson, a European Artist — 12 Star Gallery, Europe House, Londres, 19 février-8 mars 2013
- Franciszka Themerson, Why is the Mind in the Head?, GV Art, Londres, 11-20 octobre 2013
- Dni Themersonów w Warszawie (Les Themerson à Varsovie), 21–23 novembre 2013
- Ubu według Themersonów (Ubu selon les Themerson), Książnica Płocka, Płock, octobre 2013
- Franciszka & Stefan Themerson: Books, Camera, Ubu — Camden Arts Centre, London, 23 mars – 5 juin 2016
- Franciszka Themerson, Lines and Thoughts — L’étrangère, London, 4 novembre – 16 décembre 2016
- Franciszka Themerson & UBU — Richard Saltoun Gallery, London, 21 juillet - 15 septembre 2017
- FT & it’s in SW19, Norman Plastow Gallery, Wimbledon, London, 29 septembre - 10 octobre 2017
- Franciszka Themerson Lifelines — Centre for Contemporary Art, Łaźnia, Gdańsk, 12 juillet – 13 octobre 2019

## Œuvres illustrées chez Gaberbocchus Press
- Ésope, The Eagle & the Fox & The Fox & the Eagle: two semantically symmetrical versions and a revised application, (devised by Stefan Themerson). 1949
- Stefan Themerson & Barbara Wright. Mr Rouse builds his House. 1950. (Translation of a story for children Pan Tom buduje dom by Stefan Themerson, with 122 drawings by Franciszka. Original Polish version published in Warsaw, 1938.) Tate 2013.
- Stefan Themerson. Wooff Wooff, or Who Killed Richard Wagner?. A novella with drawings by Franciszka Themerson. 1951
- Alfred Jarry. Ubu Roi. Drama in Five acts followed by the Song of Disembraining. First English translation and preface by Barbara Wright. Drawings by Franciszka Themerson. 1951
- Bertrand Russell. The Good Citizen's Alphabet. An adventure in wicked humour. Illustrated by Franciszka Themerson. 1953. Tate 2017.
- Stefan Themerson. Professor Mmaa's Lecture, An insect novel. Preface by Bertrand Russell. Illustrated by Franciszka Themerson. 1953
- Stefan Themerson. The Adventures of Peddy Bottom. A story illustrated by Franciszka Themerson. 1954
- Raymond Queneau. The Trojan Horse & At the Edge of the Forest. Traduit en anglais par Barbara Wright. Couverture de Franciszka Themerson. 1954. Black series no.2
- Franciszka Themerson. The Way it Walks. A book of cartoons. 1954. Black series no.3
- C.H. Sisson. Versions and Perversions of Heine. English version of 14 political poems by Heinrich Heine. 1955. Black series no.4
- The Gaberbocchus Independent. Broadsheet about Gaberbocchus with extracts from books and reviews. 1955
- Stefan Themerson. factor T. An essay on human nature and another on beliefs, concluded with the Semantic Sonata and an index. drawings by Franciszka Themerson. 1956. Black series nos.8-9s.
- The First Dozen by various authors. (The Black Series in a single volume) 1958
- Harold Lang & Kenneth Tynan. The Quest for Corbett. Written for radio. Presentation by Franciszka Themerson. 1960
- Anatol Stern. Europa. Facsimile reproduction of one of the first Polish futurist poems, 1925. Translated from the Polish by Michael Horovitz and Stefan Themerson. illustrated with stills from the Themersons' lost film of 1932. 1962
- Bertrand Russell. History of the World in Epitome (For use in Martian infant schools). 1962
- Franciszka and Stefan Themerson. Semantic Divertissements. 1962
- Stefan Themerson. Bayamus and the Theatre of Semantic Poetry. A semantic novel. 1965
- Franciszka Themerson. Traces of Living. Drawings. 1969
- Stefan Themerson. Special Branch. A novel. 1972
- Stefan Themerson. St. Francis and the Wolf of Gubbio, or Brother Francis' Lamb Chops. An opera. 1972 ("Saint-François-d'Assise et le Loup de Gubbio").
- Stefan Themerson. Logic, Labels & Flesh. 11 essays. 1974
- Stefan Themerson. The Urge to Create Visions. Essay on film. 1983
- Nicholas Wadley, ed. The Drawings of Franciszka Themerson, 1991
- Stefan Themerson. Collected Poems. 1997
- Franciszka Themerson & Stefan themerson, Unposted Letters. correspondence, diaries, drawings, documents 1940-42. Gaberbocchus & De Harmonie. 2013

## Illustrations chez d'autres éditeurs
- May d'Alençon, Tricoti Tricota. (en tant que Françoise Themerson). Paris. 1939
- May d' Alençon, Le Cochon aérodynamique. (en tant que Françoise Themerson). Paris. 1939
- Forty drawings for friends: London 1940-1942 privately printed. 1943
- Mary Fielding Moore: The Lion Who Ate Tomatoes, and other stories. Sylvan Press. 1945.
- Lewis Carroll, Through the Looking Glass and What Alice Found There, 1946, (first published Inky Parrot Press. 2001).
- My First Nursery Book. George G. Harrap & Co., 1947; Tate 2008.
- Ronald Bottrall, The Palissades of Fear. Poetry Editions, Londres. 1949
- Ésope, The Eagle & the Fox, and the Fox & the Eagle.  Gaberbocchus 1949
- Stefan Themerson, Mr Rouse Builds His House. Gaberbocchus. 1950
- Stephen Leacock, The Unicorn Leacock. Hutchinson, 1960.
- Franciszka Themerson, UBU. a comic strip, Bobbs-Merrill, New York, 1970 (other translated editions, 1983-2014)
- Franciszka Themerson, London 1941-42. privately printed 1987
- Franciszka Themerson, Music. A Suite of Drawings.  Themerson archive. 1998.
- Franciszka Themerson, A view of the World: Drawings by Franciszka Themerson. Obscure Publications. 2001 [6].
- Stefan Themerson (trad. en anglais Barbara Wright), Fragments from Darkness. Obscure Publications. 2001[7].
- Stefan Themerson, The Table that Ran Away to the Woods. Tate 2012

## Filmographie en collaboration avec son mari Stefan Themerson
Liste basée sur:
- Apteka – Luksographie/photogrammes en mouvement, b/n, 35mm, 3 minutes, Varsovie 1930, film perdu, épreuve de reconstruction [9]
- Europa – inspiration du poème d'Anatol Stern b/n, 35mm, 15 minutes Warszawa 1931/32, film perdu
- Drobiazg Melodyjny – photogrammes en mouvement accompagné de la musique de Maurice Ravel, à la demande de Wanda Golińska, b/n, 35 mm, 3 minutes, 1933, film perdu
- Zwarcie – film à la demande de l'Institut des Affaires Sociales de Varsovie, musique Witold Lutosławski, b/n, 35mm, 10 minutes, 1935, film perdu
- Przygoda Człowieka Poczciwego – humoresque, musique Stefan Kisielewski, b/n, 35mm, 10 minutes, Warszawa 1937
- Calling Mr. Smith – film antinazi à la demande du Bureau Cinématographique du ministère d'Information du gouvernement polonais en exil musique Jean-Sébastien Bach, Chopin, Karol Szymanowski et Horst Wessel Lied, en couleur, 35mm, 10 minutes, Londres 1943
- The Eye & The Ear – film réalisé à la demande du Bureau Cinématographique du ministère d'Information du Gouvernement polonais en exil, Luksographie/photogrammes en mouvement, musique Karol Szymanowski, b/n, 35 mm, 10 minutes, Londres 1944/45